# Hookeria tahitensis
Hookeria tahitensis là một loài Rêu trong họ Hookeriaceae. Loài này được Sull. mô tả khoa học đầu tiên năm 1854.